# Josiah Clark

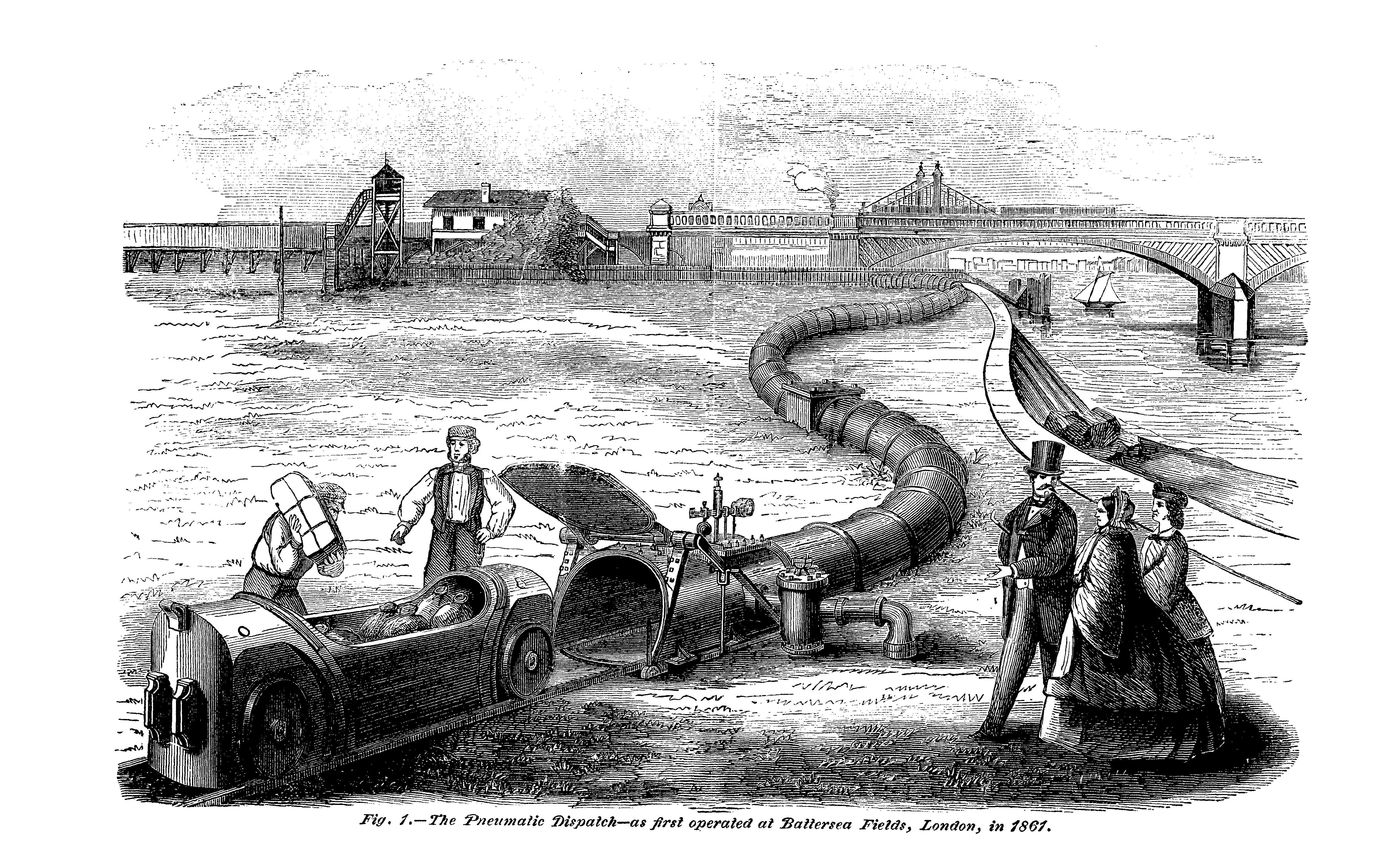
Londyński system poczty pneumatycznej stworzonej przez Clarka

Josiah Latimer Clark (1822–1898) – angielski elektrotechnik i wynalazca. W 1854 roku wynalazł system poczty pneumatycznej, zaś w 1874 roku tzw. ogniwo Clarka (rtęciowo-cynkowe ogniwo galwaniczne).
Clark kierował pracami związanymi z układaniem podmorskich kabli. Zajmował się także problemami miernictwa elektrycznego.

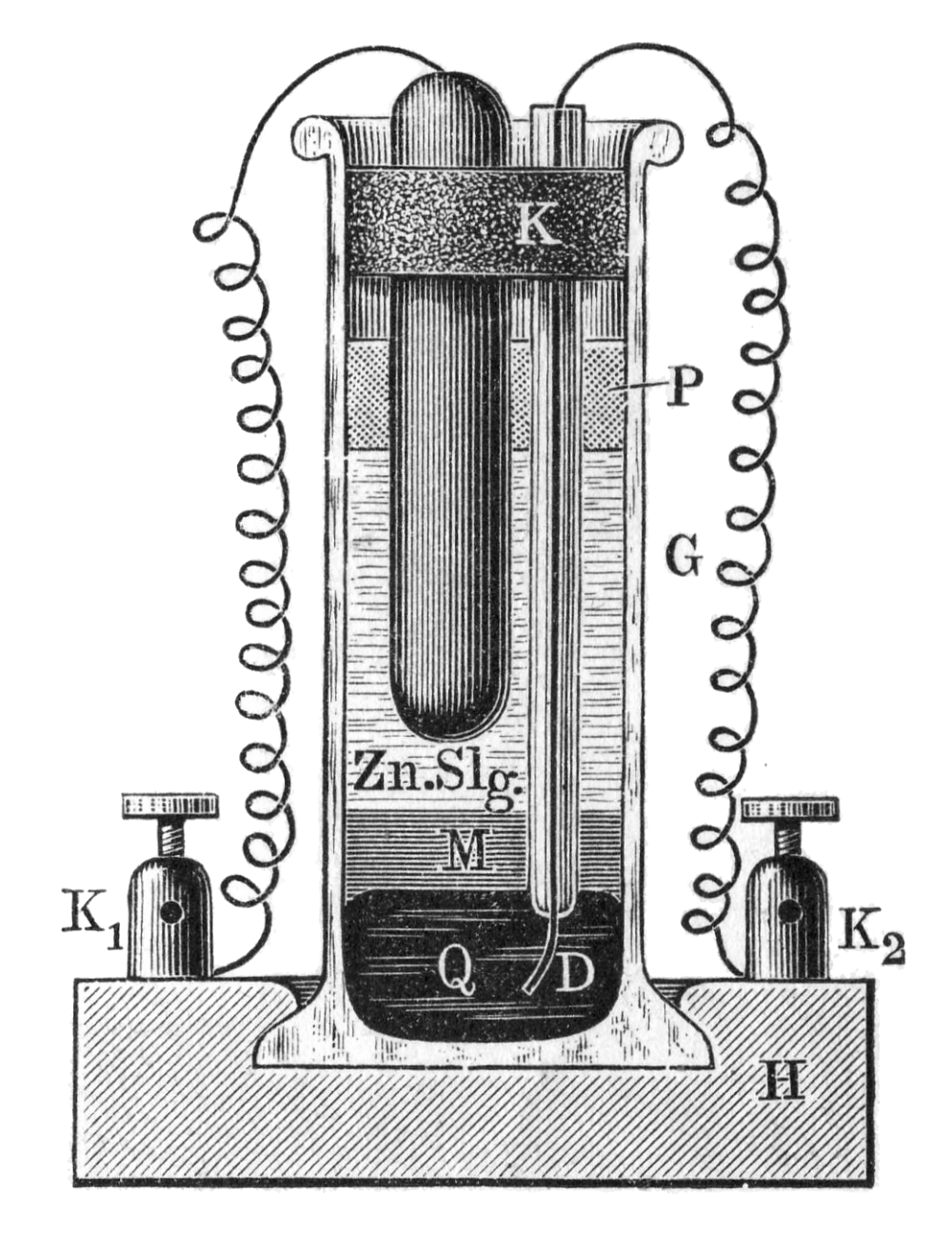
Ogniwo Clarka

## Życiorys
Urodził się w miejscowości Marlow w Anglii. Studiował chemię. Początkowo pracował jako pomocnik swojego starszego brata, inżyniera Edwina Clarka. Był żonaty z Margaret Helen Preece, z którą miał dwoje dzieci.